# روبرت كيرل
روبرت كيرل (Robert Curl) هو كيميائي أمريكي ولد في 23 أوت 1933 بولاية تكساس.
تحصل على بكالوريوس من جامعة رايس في 1954 وتحصل على الدكتوراه من جامعة بركلي في 1957. موضوع أبحاثه هي الكيمياء الفيزيائية.
تحصل في سنة 1996 على جائزة نوبل في الكيمياء.

## روابط خارجية
- روبرت كيرل على موقع الموسوعة البريطانية (الإنجليزية)
- روبرت كيرل على موقع مونزينجر (الألمانية)
- روبرت كيرل على موقع إن إن دي بي (الإنجليزية)